# The Seventh One
| 전문가 평가       | 전문가 평가  |
| 평가 점수         | 평가 점수    |
| 출처              | 점수         |
| ----------------- | ------------ |
| AllMusic          | [ 1 ]        |
| Los Angeles Times | [ 2 ]        |
| People            | (favourable) |
| Sun Sentinel      | (favourable) |

《The Seventh One》은 미국의 록 밴드 토토의 일곱 번째 스튜디오 음반이다. 1988년 2월 8일에 발매되었고, 《Toto IV》 이후 가장 좋은 평가를 받은 토토 음반이 되었다. 타이틀곡인 〈The Seventh One〉은 일본어 버전의 음반과 싱글곡인 〈Pamela〉의 B-사이드에만 수록되어 있다. 그것은 나중에 몇몇 컴필레이션로도 발매되었다. 《Toto XIV》 (2015년)까지 리드 보컬리스트 조지프 윌리엄스와 함께한 두 번째이자 마지막 스튜디오 음반이 될 것이다.

## 배경 및 녹음
스티브 루카서는 《The Seventh One》의 작곡을 그들의 작곡으로 서로에게 인상을 주려고 노력하는 밴드와 함께 다작하는 "원업맨십"의 시기로 묘사했다. 완성된 첫 번째 작곡 중 하나는 루카서와 랜디 구드럼이 쓴 발라드 〈Anna〉였다. 루카서는 이 노래를 그의 최고의 작곡 중 하나라고 생각한다. 〈Anna〉가 그 뒤를 이어 데이비드 페이치가 쓴 〈Pamela〉가 〈Rosanna〉의 "상속자"로 묘사되었다. 페이치와 루카서는 둘 다 분명히 히트가 될 것이라고 믿었던 〈Stop Loving You〉를 작곡했다. 음반에 대한 조지프 윌리엄스의 영향력은 11개의 트랙 중 6개의 트랙에 공동 작곡 크레딧으로 그의 보컬을 훨씬 넘어 확장되었다. 《The Seventh One》의 프로듀서인 조지 마센버그는 음반이 "로커"가 빠졌다고 느꼈고, 이것이 7분짜리 폐곡인 〈Home of the Brave〉의 작곡과 녹음으로 이어졌다. 가사를 쓰는 것을 돕기 위해, 토토는 지미 웨브를 방문했다.
《The Seventh One》을 녹음하는 동안, 키보디스트 스티브 포카로는 그가 밴드를 떠난다고 발표했다. 그의 탈퇴 결정은 부분적으로 그의 기여가 밴드의 음악에 잘 표현되지 않는다는 그의 믿음과 인정받지 못했다는 일반적인 느낌에 영향을 받았다. 포카로는 또한 그 당시 밴드에서 마약과 알코올 사용의 수준에 만족하지 않는 것으로 알려졌다. 그가 밴드 사업이나 홍보에 참여하는 것을 거부했음에도 불구하고, 포카로는 《The Seventh One》의 녹음에 계속해서 기여했고 스튜디오 음악가로서 보수를 받았다. 그는 또한 유럽에서 밴드와 함께 투어를 했다.

## 곡 목록
| #  | 제목                | 작사·작곡                        | 재생 시간 |
| -- | ------------------- | -------------------------------- | --------- |
| 1. | 〈Pamela〉          | 데이비드 페이치, 조지프 윌리엄스 | 5:11      |
| 2. | 〈You Got Me〉      | 페이치, J. 윌리엄스              | 3:11      |
| 3. | 〈Anna〉            | 스티브 루카서, 랜디 구드럼       | 4:58      |
| 4. | 〈Stop Loving You〉 | 루카서, 페이치                   | 4:29      |
| 5. | 〈Mushanga〉        | 페이치, 제프 포카로              | 5:35      |
| 6. | 〈Stay Away〉       | 페이치, 루카서                   | 5:31      |

| #   | 제목                       | 작사·작곡                                 | 재생 시간 |
| --- | -------------------------- | ----------------------------------------- | --------- |
| 7.  | 〈Straight for the Heart〉 | 페이치, J. 윌리엄스                       | 4:09      |
| 8.  | 〈Only the Children〉      | 페이치, 루카서, J. 윌리엄스               | 4:11      |
| 9.  | 〈A Thousand Years〉       | J. 윌리엄스, 마크 타우너 윌리엄스, 페이치 | 4:53      |
| 10. | 〈These Chains〉           | 루카서, 구드럼                            | 4:59      |
| 11. | 〈Home of the Brave〉      | 페이치, 루카서, 지미 웨브, J. 윌리엄스    | 6:51      |

## 인증
| 국가                                                  | 인증     | 판매량/출하량 |
| ----------------------------------------------------- | -------- | ------------- |
| 프랑스 (SNEP)                                         | 2× 골드  | 200,000*      |
| 일본 (오리콘 차트)                                    | —        | 141,170       |
| 네덜란드 (NVPI)                                       | 플래티넘 | 100,000^      |
| 스웨덴 (GLF)                                          | 플래티넘 | 100,000^      |
| *판매량을 기반으로 한 인증 ^출하량을 기반으로 한 인증 |          |               |